# Francesco Zingales

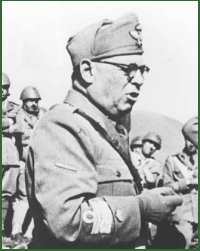
Francesco Zingales

Francesco Zingales (* 10. Januar 1884 in Longi; † 30. November 1950 in Mailand) war ein italienischer General.

## Werdegang
Francesco Zingales besuchte das Gymnasium in Messina auf Sizilien. Nach der Matura entschloss er sich entgegen dem Rat seines Lehrers eine Karriere beim Militär einzuschlagen. Als Offiziersanwärter bewarb er sich erfolgreich bei der Militärschule in Modena, die er 1905 als Sottotenente abschloss. Nach seiner Beförderung zum Leutnant studierte er Rechtswissenschaften an der Universität Palermo. Während des Erdbebens von Messina 1908 gelang es ihm zehn Tage nach dem verheerenden Erdstoß, noch zwei Überlebende aus den Trümmern zu bergen.
Bevor er 1912 an der Kriegsschule aufgenommen wurde, diente er als Leutnant beim 34. Infanterie-Regiment in Tripolitanien und nahm am Italienisch-Türkischen Krieg teil, in dem er sich mit einer Tapferkeitsmedaille in Silber auszeichnen konnte. Im Ersten Weltkrieg machte Zingales, mittlerweile Hauptmann im Stabsdienst, in den Isonzoschlachten erneut auf sich aufmerksam. Im Zuge der 6. Isonzoschlacht erhielt er bei der Einnahme von Görz im August 1916 eine weitere Tapferkeitsmedaille in Silber. Während dieser Zeit freundete er sich mit Gabriele D’Annunzio an. Die Freundschaft überdauerte nur kurz den Krieg, als er 1920 im Rang eines Oberstleutnants und Offizier des Generalstabs nach der Unterzeichnung des Grenzvertrages von Rapallo den Befehl zur Räumung der von D’Annunzio und seine Freischaren besetzten Stadt Fiume überreichte.
1923 wurde er zum Oberst befördert und ihm das Kommando über das 23. Infanterie-Regiment anvertraut. Nach seiner Beförderung zum Generale di Brigata 1936 wurde er zum Kommandanten der Militärakademie in Modena und der weiterführenden Schule für Infanterieoffiziere in Parma ernannt. 1939 wurde er zum  Divisionsgeneral befördert und ihm das Kommando über die 10. Infanteriedivision „Piave“ übertragen.
Im Zweiten Weltkrieg führte Zingales mehrere motorisierte Großverbände. Er nahm im April 1941 am Überfall auf Jugoslawien teil. Wenige Monate danach sollte er die Führung des Corpo di spedizione italiano in Russia übernehmen, er erkrankte jedoch auf dem Weg in die Sowjetunion und kehrte von Wien aus nach Italien zurück. 1942 führte er unter Rommel das XX. Armeekorps im Afrikafeldzug. Von November 1942 bis März 1943 war er doch noch in der Sowjetunion, wo er das XXXV. Armeekorps der italienischen 8. Armee befehligte. Mit Beginn der Invasion der Alliierten auf Sizilien (Operation Husky) am 10. Juli 1943 übernahm Zingales das Kommando über das an der Westküste Siziliens stehende XII. Armeekorps. Nachdem das Korps zwischen dem 17. und 22. Juli von den Angriffen der von General George S. Patton befehligten 7. US-Armee erfasst wurde, zog es sich Richtung Messina zurück. Zingales gelang es ihm, mit den Resten des Korps sich auf das italienische Festland abzusetzen. Nach der Bekanntgabe des Waffenstillstands mit den Alliierten am 8. September 1943 wurde das Korps von den Deutschen in Treviso aufgelöst und Zingales seines Postens enthoben. Bis zum Ende des Krieges nahm er kein Kommando mehr an.
Wegen seiner militärischen Überzeugungen und seines Führungsstils erhielt Zingales den Beinamen „italienischer Guderian“.